# Paweł Dawidowicz
Paweł Dawidowicz (født 20. maj 1995 i Olsztyn, Polen) er en polsk professionel fodboldspiller, som spiller for Serie A-klubben Hellas Verona og Polens landshold.